# Basilica di San Lorenzo (Mortara)
La basilica di San Lorenzo è il principale luogo di culto cattolico di Mortara, in provincia di Pavia, sede vescovile della diocesi di Vigevano.

## Descrizione

### Architettura
Fu costruita in stile gotico lombardo fra il 1375 e il 1380 forse da Bernardino da Novara; nel 1443 vi furono degli interventi sul portale minore e nel 1573 Martino Bassi operò alcune modifiche strutturali. Dal 1829 al 1840 furono eseguiti interventi di restauro da parte di Epifanio Fagnani; nel 1916 Giulio d'Andreade e Cesare Bertea operarono i restauri della facciata e di un fianco.
All'esterno presenta una facciata in cotto, gli affreschi nelle lunette dei portali sono opera di Nando Bialetti; l'affresco sul portale maggiore rappresentava la Vergine in trono con quattro santi genuflessi ed è andato perduto; la lunetta del portale minore raffigura la Deposizione, in ricordo della demolita cappella della Pietà, che sorgeva dove oggi si trova l'ingresso laterale. Sulle lesene della facciata Bialetti affrescò i Santi Amico e Amelio e Sant'Albino Alcuino, a memoria del fatto che anticamente la collegiata di san Lorenzo era alle dipendenze della pieve di Sant'Albino. I tondi quattrocenteschi della facciata sono di Boniforte da Mortara. Le vetrate policrome sono realizzazioni di Francesco Mossmeyer .

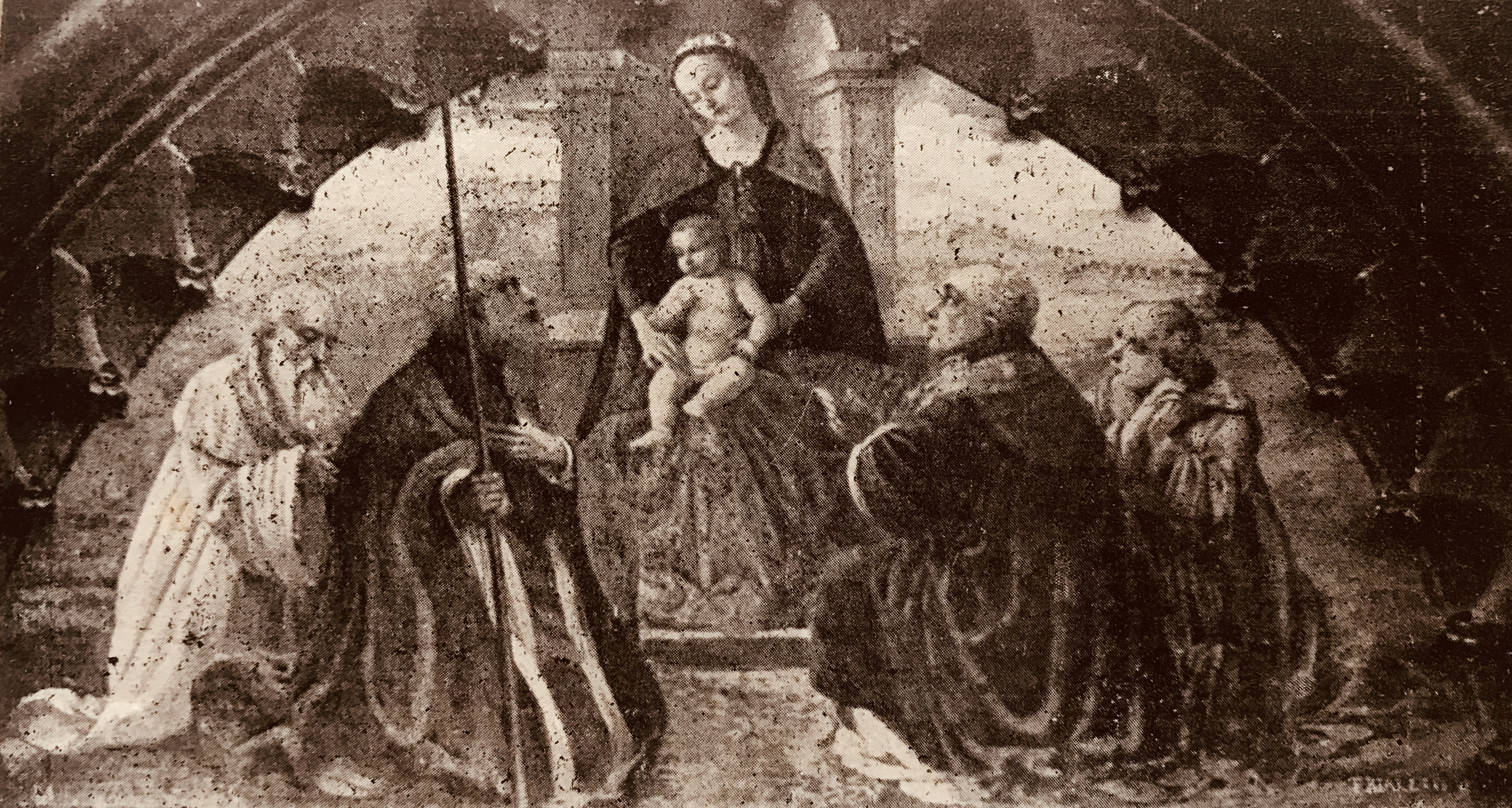
N. Bialetti: La Vergine in trono con quattro santi genuflessi, affresco perduto sulla lunetta del portale maggiore

All'interno è ricca di opere d'arte, in particolare di dipinti di Paolo da Brescia, sostituiti da copie ottocentesche, mentre gli originali sono conservati nella Galleria Sabauda a Torino, una tela attribuita a Gaudenzio Ferrari, varie tele di Bernardino Lanino, alcune ai Procaccini, una pala d'altare del Cerano ed un notevole presepe di sculture lignee, opera di Andrea da Milano.
All'inizio del Novecento, per volontà del parroco mons. Luigi Dughera, l'interno della basilica è stato completamente rinnovato da Giuseppe Piatti. L'altare è stato rimosso e sostituito con una nuova mensa, sovrastata da un imponente ciborio. Tutta l'architettura interna è stata resa più sobria, sono state abbattute cappelle pericolanti e riaperte antiche finestre.
Le navate sono tre e la pianta della chiesa è a croce latina e misura 49 x 19,5 metri.

### Interno
Entrando, sulla destra, si trova l'effigie della Madonna delle Grazie: l'affresco della Madonna in Trono con Bambino è da anni oggetto di grande devozione; di autore ignoto, è il più antico contenuto nel tempio laurenziano. Fu realizzato pochi anni dopo la costruzione dell'edificio e spostato due volte, fino all'attuale collocazione. Raffigura la Vergine a braccia distese, quasi nel gesto di voler offrire se stessa in un dono senza limiti; il Bambino, nudo, è in piedi sulle ginocchia della madre. Le risorse stilistiche e tecniche dell'autore sono piuttosto limitate. Proseguendo si incontra la tela della Madonna tra i Santi Rocco e Sebastiano (1524), attribuita a Gerolamo Giovenone; di notevole pregio la statua lignea raffigurante San Lorenzo (1592), opera di Virgilio Del Conte; si trovava sulla cima della cassa dell'organo, venduto alla chiesa di San Pietro in Asti negli anni trenta del Novecento.

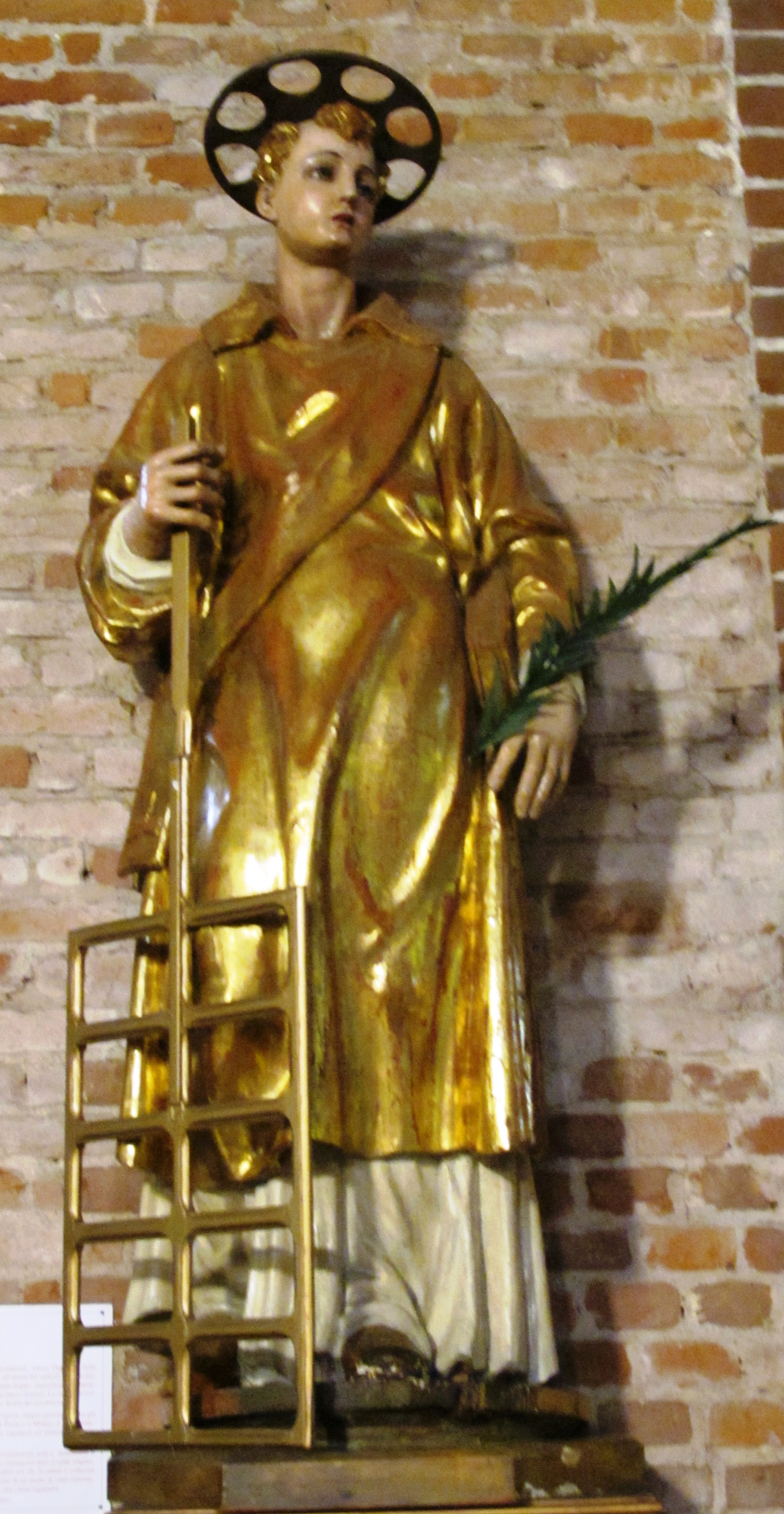
Statua di san Lorenzo, opera di Virgilio Del Conte

Nella prima cappella di destra si trova la tela di Bernardino Lanino, raffigurante la Madonna del Rosario con Santi e Devoti (1579) e commissionata dalla Confraternita del Rosario. La tavola ricorda l'intervento miracoloso della Vergine durante la Battaglia di Lepanto del 7 ottobre 1571; i devoti sono disposti su due file divergenti dal fondo del quadro; a destra si vedono numerose donne sfarzosamente abbigliate, appartenenti certamente alla Confraternita committente. A sinistra i protagonisti della vicenda di Lepanto: san Pio V, don Giovanni d'Austria, Marcantonio Colonna, Sebastiano Venier, il Doria, il Barbarigo e lo Spinola. In primo piano, di spalle, san Pietro Martire invocante la Vergine, circondata da una corte di putti, che agitano le Corone del Rosario. Al centro della predella, dentro un tondo, è raffigurato lo schieramento delle due flotte prima della battaglia. Incorniciano la tavola quindici tavolette, raffiguranti i misteri del Rosario. Completano l'ancona cinque tele attribuite ai Procaccini raffiguranti l'Arcangelo, l'Annunciata, la fuga in Egitto, il riposo della Sacra Famiglia e la Gloria del Paradiso. Sulla sommità si trovano le statue lignee di san Tommaso d'Aquino e di san Domenico. L'altare che ospita la pala era originariamente collocato al lato destro del presbiterio; da questo si accedeva alla sacrestia. Contro la parete si trova una singolare pala d'altare consistente in un'edicola in legno divisa in tre nicchie da lesene con capitello, che sorreggono una semplice cornice su cui è incisa la committenza Societas Corporis Christi. Nelle nicchie si trovano tre statue lignee dipinte: la Vergine Maria, il Risorto e san Giovanni Evangelista. L'intagliatore è anonimo, ma l'opera fu commissionata tra il XIV e il XV secolo dalla Confraternita del SS. Sacramento, la più antica con sede nel tempio.

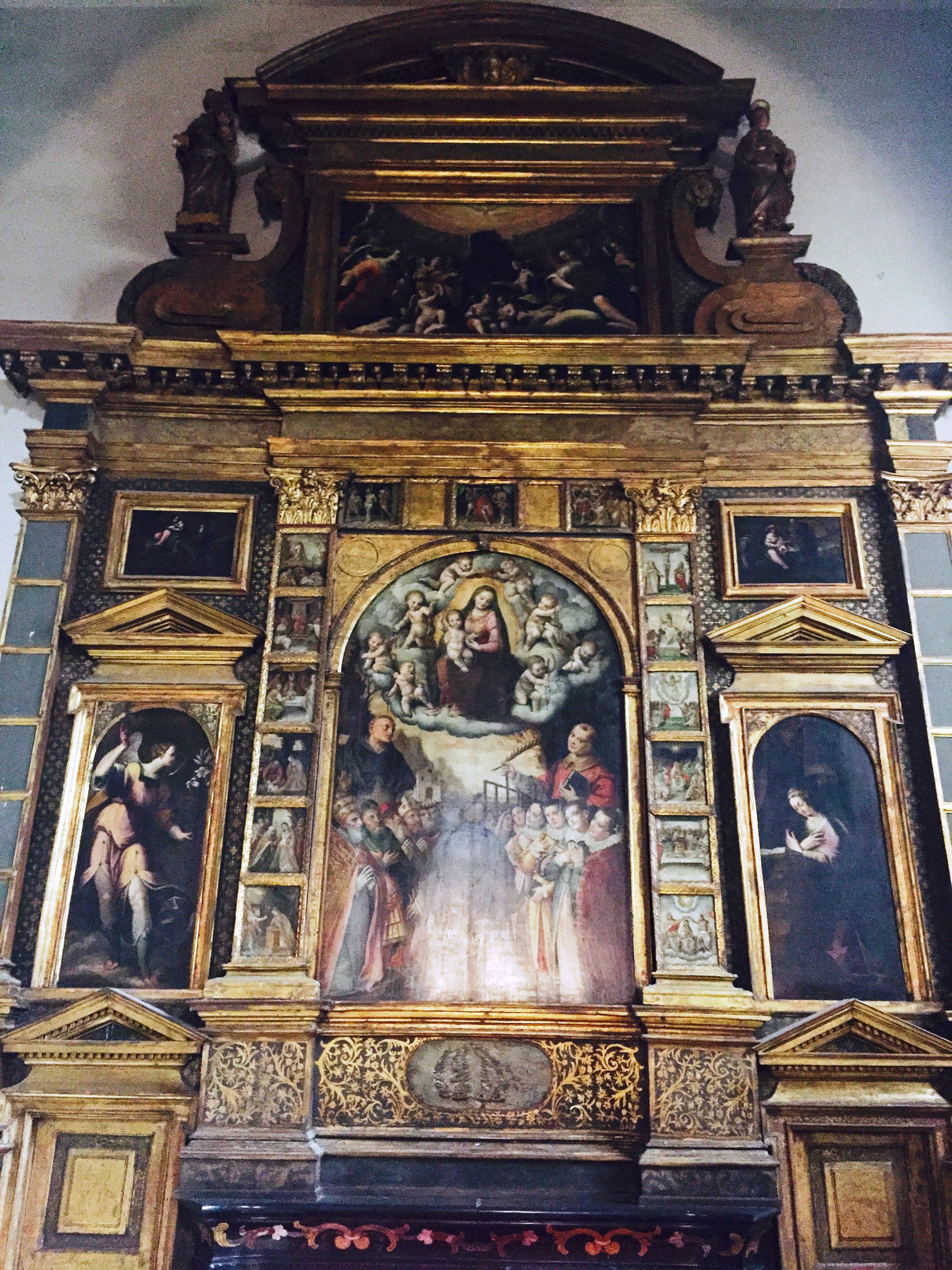
Altare della Madonna del Rosario, con la tela di Bernardino Lanino

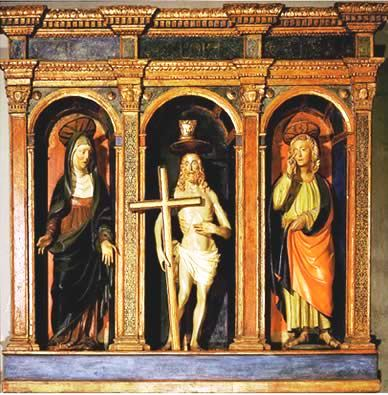
Il trittico

La seconda cappella, voluta dalla famiglia Tignosi, ospita la grande pala di Sant'Ambrogio (1610), opera di Giovanni Battista Crespi, detto Il Cerano. La tela raffigura la Crocifissione, con i Santi Ambrogio, Lorenzo e Maria Maddalena. La donna abbraccia il fusto della croce, come per sostenere i piedi del Redentore ed alleviargli le sofferenze; sant'Ambrogio è in abiti pontificali alla sinistra della croce, san Lorenzo, in vesti diaconali, si trova a destra. La pala è custodita in un imponente altare marmoreo, costruito nel 1734 dai Pellegatta, valenti marmorari di Viggiù. Alla destra dell'altare si trova una stele marmorea del 1838, opera di Abbondio Sangiorgio, su cui è posato il busto del canonico Luigi Travelli. L'epigrafe, dettata da Carlo Boucheron, esalta le doti di educatore, poeta e patriota del Travelli.
In fondo si trova l'altare di San Giuseppe, sotto al quale è custodito il reliquiario maggiore, che contiene numerose Reliquie di Santi. Fino al 1614 la cappella era l'abside della navata, ma a seguito dei lavori necessari per ricavare la camera dell'organo e la nuova sacrestia, assunse l'aspetto attuale. Qui ebbe sede la Confraternita del Corpus Domini, di cui non si hanno notizie certe, se non la presunta data di fondazione, che la fa risalire al 1290.
La statua di san Giuseppe è opera dello scultore alto-atesino Ferdinando Prinoth e fu voluta da monsignor Luigi Dughera nel 1940, anno in cui commissionó anche le statue del Cristo Morto, della Madonna del Rosario e di Sant'Antonio. 
Accanto alla cappella di san Giuseppe si trova la cappella del Cristo Morto, costruita sfruttando parte del materiale recuperato dalla cappella della Pietà, collocata un tempo dove ora si trova l'ingresso laterale. La devozione di Mortara alla Passione di Cristo ha radici antichissime, tanto che fino al XIX secolo era celebrato l'Entierro del venerdì santo: questa liturgia folkloristica fu per la prima volta introdotta nel 1712 e non aveva alcun legame con la passata dominazione spagnola della città; i simulacri utilizzati nell'antico rito sono stati distrutti, per far posto alle nuove sculture che ancora oggi vengono processionalmente trasportate la sera del venerdì della Settimana Santa.
Il presbiterio è stato rinnovato agli inizi del Novecento, con la realizzazione dell'altare basilicale e in sintonia con il nuovo stile più sobrio, voluto da mons. Dughera. Il grande ciborio, sotto il quale si trova la mensa eucaristica, è sormontato da una cupola rivestita in rame; all'interno della cupola un mosaico raffigura le città di Gerusalemme e Betlemme. Sul lato sinistro si trova la tomba di mons. Luigi Dughera, parroco dal 1919 al 1960. In abside è collocato il Crocifisso ligneo opera della bottega pavese dei da Surso, restaurato nel 1999. Al centro dell'abside, tra gli stalli del coro, è installato l'organo della fabbrica Mascioni, realizzato tra il 1939 e il 1940. Cornu epistulae e cornu evangelii sono occupati dalle canne dell'organo (quelle di sinistra sono in realtà mute e collocate solo per ragioni di simmetria).
Procedendo nella navata di sinistra, dal fondo si trova il fonte battesimale, rinnovato nella seconda metà del secolo scorso. Il fonte è sovrastato da una copia della tela “Il Battesimo di Cristo” di Paris Bordon, donato nel 1937 dalla Pinacoteca di Brera alla basilica come compiacimento per gli avvenuti restauri.

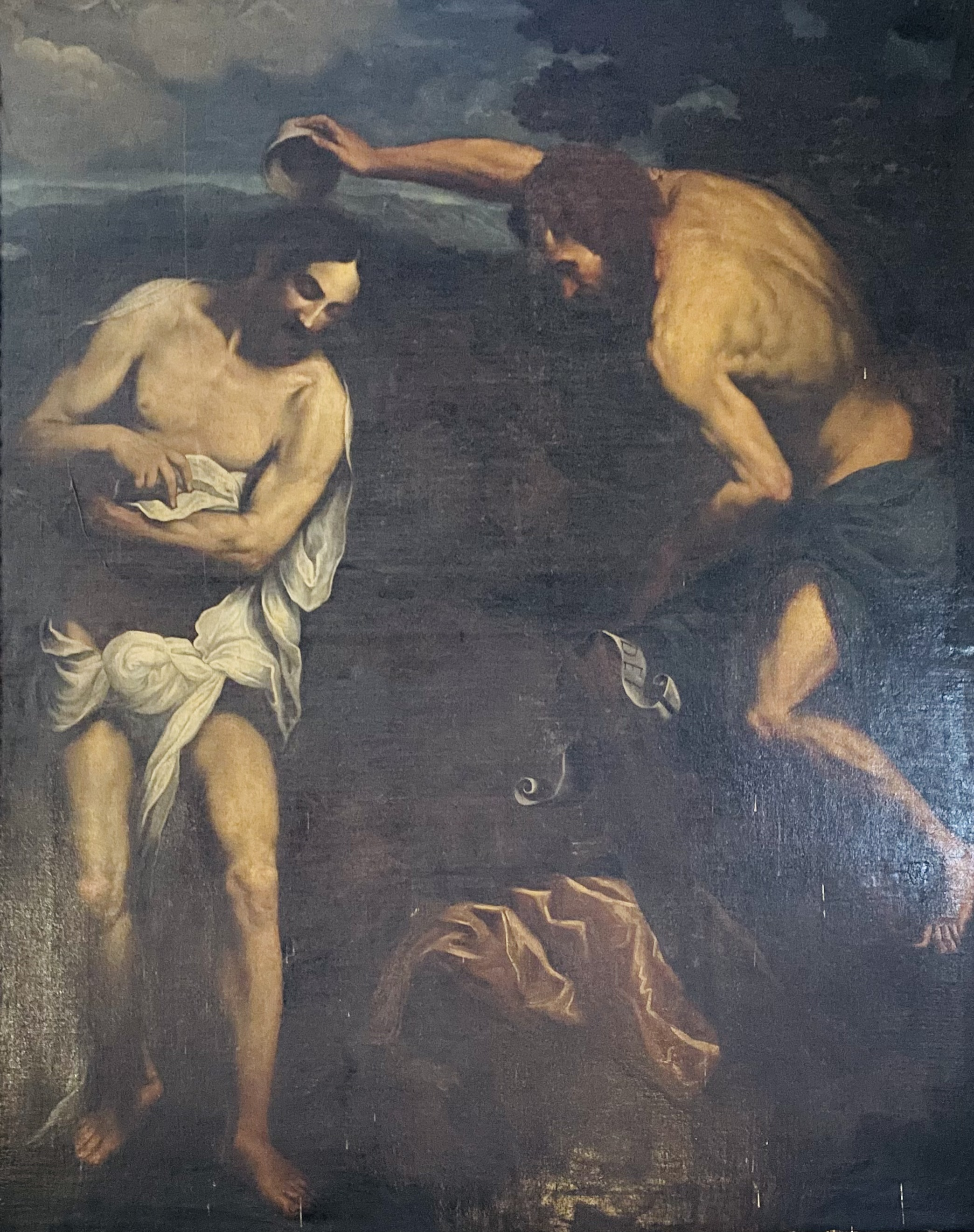
Paris Bordon Il battesimo di Cristo, copia autografa dell’originale conservato nella Pinacoteca di Brera, proveniente dai depositi e parte della collezione del cardinale Cesare Monti.

La prima cappella ospita il grandioso polittico ligneo di San Giuseppe (XV secolo): si tratta di un presepe, opera attribuita ad Andrea da Milano. L'ancona, completata nel 1587, è alta 4,70 metri e larga 3,60; era popolata da più di ottanta figure, molte delle quali trafugate nel corso dei secoli. Lo zoccolo è intagliato di un loggiato a colonnine e archetti a dodici scomparti dai quali si affacciavano sei patriarchi e sei donne bibliche. Dallo zoccolo dipartono due stipiti con tre nicchie per ciascuno, entro le quali erano collocate le statue di sei profeti, tutte trafugate. Sull'architrave è intagliato lo Sposalizio della Vergine. La scena centrale rappresenta la Natività: il Bambino è stato trafugato, quello attuale è una scultura intagliata dagli artisti della Val Gardena. La Madonna, san Giuseppe e due pastori sono tutti genuflessi e dei due pastori, quello che regge l'agnellino, presenta la curiosità del duplice gozzo; dei quattro putti alati, ne sono rimasti solo due. L'ancona era chiusa da sportelli decorati, rimossi per volere di San Carlo Borromeo. Dietro alle sculture si ammira una tavola lignea su cui è scolpita la discesa dei Magi. Contornano la scena sei bassorilievi rappresentanti la Visitazione, l'Adorazione, la Circoncisione, la Predicazione al tempio, la Fuga in Egitto e il Sogno di Giuseppe. Dall'alto del soffitto veglia Dio Padre, circondato da tre cherubini.
Nella seconda cappella, detta dello Spirito Santo, si trova un polittico quattrocentesco a sei scomparti di A. De Murini, commissionata dalla Confraternita che aveva sede nell'edicola. L'ultima cappella, del Santissimo Sacramento, contiene due opere di notevole pregio: la pala dell'Immacolata con San Bernardino, attribuita a Carlo Francesco Nuvoloni detto Panfilo e originariamente collocata in abside, e il Sacro Cuore di Ludovico Pogliaghi. La tela del Sacro Cuore, commissionata al Pogliaghi stesso, è una copia della medesima realizzata per l'Università del Sacro Cuore di Milano.

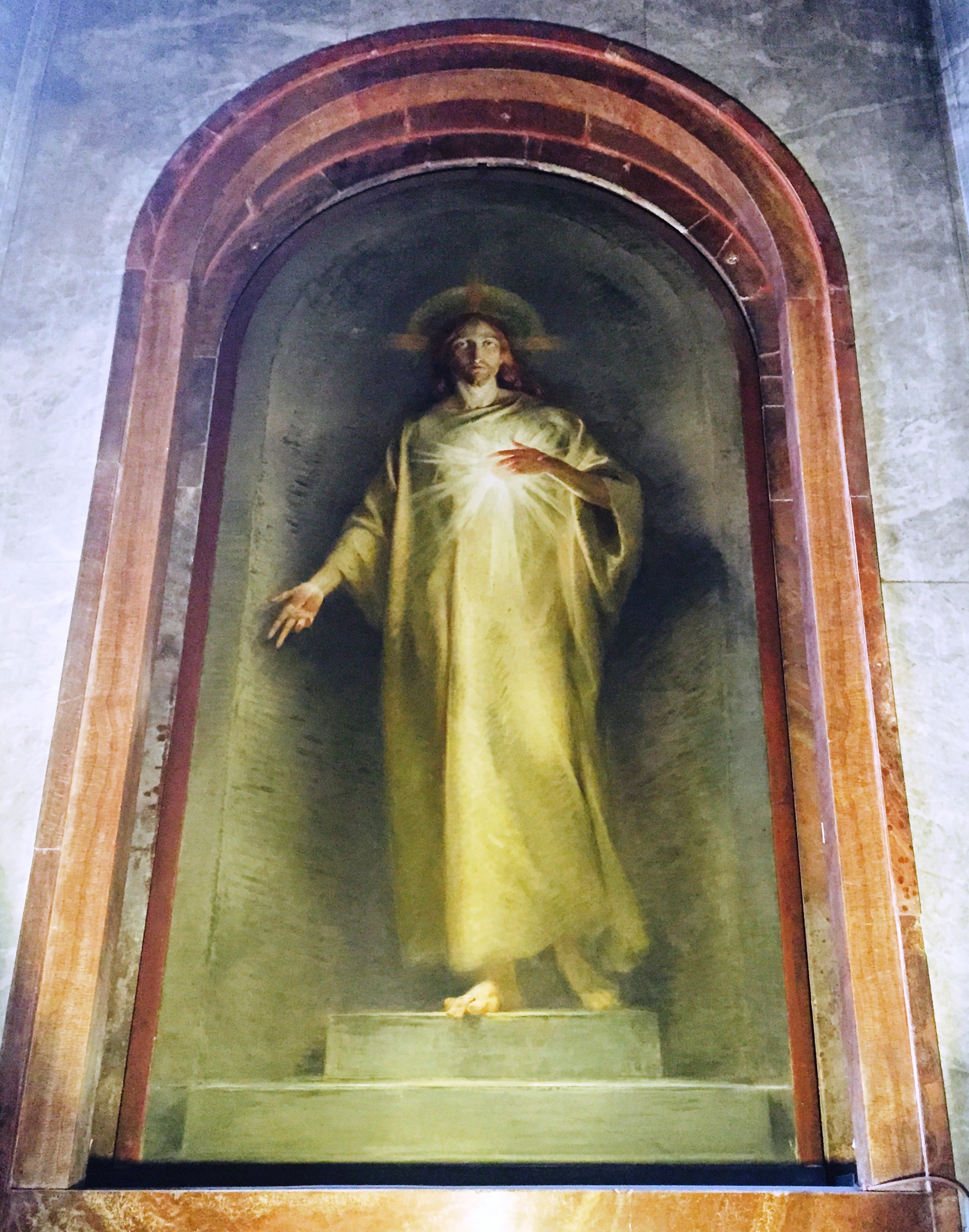
Il Sacro Cuore di Ludovico Pogliaghi

### Organo a canne
Nella basilica si trova un organo a canne, opera 523 della ditta organaria Mascioni.
Lo strumento venne costruito nel 1939 con due tastiere e pedaliera, in sostituzione di un antico organo cinquecentesco, collocato in cornu epistulae e trasportato nella chiesa di San Pietro in Asti.
Prima della installazione definitiva, la basilica fu dotata di un organo provvisorio realizzato sempre dalla ditta Mascioni nel 1937.
Il progetto originale prevedeva una grande consolle a tre manuali, ma dato il costo troppo oneroso si optò per una realizzazione meno monumentale. Lo strumento è a trasmissione elettrica e conta 30 registri, per un totale di 1700 canne, su due tastiere di 61 note ciascuna e pedaliera concavo-radiale di 32 note. I corpi fonici sono distribuiti all'interno della chiesa nel seguente modo:
- il Grand'Organo (prima tastiera) si trova sul lato destro del presbiterio; le canne sul lato sinistro sono mute;
- l'Espressivo (seconda tastiera) si trova in abside, immediatamente dietro al grande organo.
- il Pedale è distribuito nel corpo del grande organo.

La consolle si trova nell'abside. 
Lo strumento è stato restaurato nel 2014 dalla ditta costruttrice.